# In the Land of Saints and Sinners
In the Land of Saints and Sinners är en irländsk actionthrillerfilm  från 2023 i regi av Robert Lorenz, samt skriven av Mark Michael McNally och Terry Loane. I huvudrollen syns Liam Neeson, tillsammans skådespelare som Kerry Condon, Jack Gleeson, Colm Meaney och Ciarán Hinds. Detta är Liam Neesons andra samarbete med Robert Lorenz, då han tidigare har spelat huvudrollen i hans film The Marksman från 2021.
Filmen premiärvisades för första gången på Filmfestivalen i Venedig, den 6 september 2023. Den kunde därefter släppas för streaming på brittiska och irländska Netflix, vilket den gjorde den 26 april 2024. I Sverige går filmen bland annat att streama på Viaplay.

## Handling
I en avlägsen irländsk by tvingas Finbar, en nyligen pensionerad lönnmördare, in i en dödlig katt-och-råtta-lek med en trio hämndlystna terrorister och ställs inför en livstid av synder. Men i helgonens och syndarnas land kan vissa synder inte begravas.

## Rollista
| Liam Neeson       | – Finbar Murphy       |
| Kerry Condon      | – Doireann McCann     |
| Jack Gleeson      | – Kevin               |
| Ciarán Hinds      | – Vinnie O'Shea       |
| Sarah Greene      | – Sinead              |
| Desmond Eastwood  | – Curtis Jane         |
| Niamh Cusack      | – Rita                |
| Conor MacNeill    | – Conan McGrath       |
| Seamus O'Hara     | – Séamus McKenna      |
| Mark O'Regan      | – Bart McGuiness      |
| Valentine Olukoga | – Hasan Bello         |
| Michelle Gleeson  | – Moya                |
| Bernadette Carty  | – Mamma utanför puben |
| Conor Hamill      | – Pat O'Donnell       |
| Anne Brogan       | – Josie McQue         |